# أشبورن
أشبورن (بالإنجليزية: Ashburn, Georgia)‏ هي مدينة تقع في مقاطعة تورنر بولاية جورجيا في الولايات المتحدة. تبلغ مساحة هذه المدينة 11.8 (كم²)، وترتفع عن سطح البحر 130 م، بلغ عدد سكانها 4152 نسمة في عام 2010 حسب إحصاء مكتب تعداد الولايات المتحدة.

## أعلام
- بين توماس
- فرانك وليامز

## وصلات خارجية
- www.cityofashburn.net
- Cities & Counties - Georgia.gov